# Werner Kasztler
Werner Kasztler (* 14. März 1941 in Gols) ist ein österreichischer Manager und Konsulent.

## Leben
Seine berufliche Karriere begann als kaufmännisch-technischer Angestellter bei der Schrack Elektronik. Nach einigen Jahren in leitenden Funktionen wurde die Schrack Telekom AG gegründet und Kasztler wurde in den Vorstand berufen. Gleichzeitig übernahm der die Geschäftsführung der Schrack Datakom GesmbH, der Schrack Aerospace GesmbH und der Austria Telekommunikations GesmbH. 1996 wurde er Vorsitzender der burgenländischen Elektrizitätswirtschafts-AG. 1998 wurde er Vorstandsvorsitzender der Telekom Austria AG und der Datakom Austria GesmbH. Aufgrund seiner Arbeit in zahlreichen Institutionen wie der österreichischen Industriellenvereinigung, der Wirtschaftskammer, im Forschungsförderungsfonds und im Österreichischen Normungsinstitut wurde er 2003 mit dem Goldenen Ehrenzeichen für Verdienste um das Land Wien ausgezeichnet. Zudem ist er seit 1996 Ehrensenator der Technischen Universität Wien.